# إريكا إندر

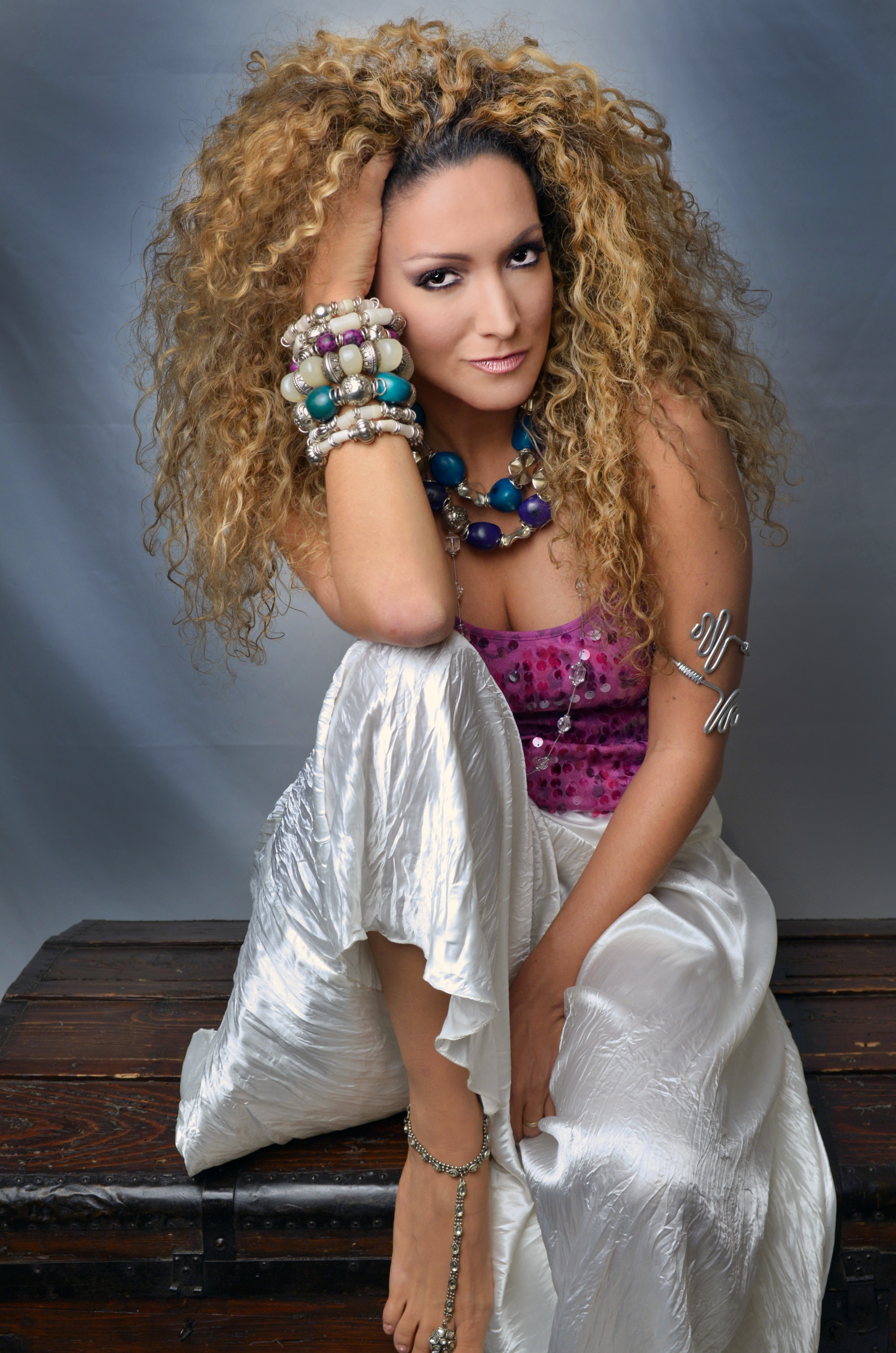
اريكا إندر

إيريكا ماريا أندر سيمويس (بالإسبانية: Erika Ender)‏ ، المعروفة أكثر باسمها المسرحي إريكا إندر (من مواليد 21 ديسمبر 1974) هي مغنية ومؤلفة أغاني وممثلة بنمية. تعتبر إندر، بالإضافة إلى كونها مهنة محترمة في الغناء، واحدة من أكبر وأهم المؤلفين في سوق الموسيقى اللاتينية اليوم. جنبا إلى جنب مع لويس فونسي، هي المؤلفة المشاركة في أغنية ديسباسيتو

## حياة سابقة
ولدت إيريكا في مدينة بنما، ابنة الأب البنمية الأمريكية والأم البرازيلية. بسبب جذورها، نشأت إريكا الشابة في منزل متعدد الثقافات وثلاث لغات، لذلك تكتب، تغني وتؤلف الأغاني باللغة الإسبانية والبرتغالية والإنجليزية. تم الاعتراف بها باعتبارها واحدة من أفضل المؤلفين الموسيقيين في صناعة الموسيقى اللاتينية، وقد تم تسجيل إبداعاتها من قبل نجوم دولية متعددة. تقيم إيريكا حاليًا في ميامي، فلوريدا.

## مهنة
كمغنية قامت بإصدار 5 أقراص مدمجة، 3 منها دولية، في مجموعة متنوعة من الأنواع مثل البوب والروك والمكسيكي المداري والإقليمي. جعلت تنوعها الموسيقي من الممكن للنجوم مثل Daddy Yankee و Chayanne و Gloria Trevi و Ednita Nazario و Gilberto Santa Rosa و Ana Bárbara و Víctor Manuelle و Los Horóscopos de Durango و Milly Quezada و Elvis Crespo و Giselle و Melina León و Ha * الرماد، لويس إنريكي، لويس فونسي، مالو، جاسي فيلاسكيز أو أزكوار مورينو، يفسر أغانيهم.
وتشمل مهنتها الناجحة كمؤلف أغاني الألبومات: افتح الباب، ثم كلف التكلفة التي كنت أقوم بها وفي الحفلة الموسيقية. تصدر اللوحات الإعلانية بأغنيات فردية مثل «تحقق من حاملها»، «افتح الباب» (كلاهما عام 2004)، «القمر الجديد» (2006)، «الماسوشية» (2009)، من يستمع إلي؟ «من يترك لا يدخل» (2006)، «كيد؟» وقادت "Sigo caminando"، التي عرضت لأول مرة في مهرجان إيدول بورتوريكو 2012 النهائي، من بين آخرين، أداءها في العديد من البلدان حيث شاركت موسيقاها وموهبتها وجاذبيتها.
كان إنجازاً عظيماً كمؤلف في عام 2004 هو موضوع "Bearer Check"، سمح لها بالتأهل في مهرجان الأغنية الدولي الشهير في فينيا ديل مار، حيث مثلت بلدها بنما لأول مرة (منذ 45 عامًا)، منذ بدأ الحدث في فبراير 1960.
في يناير 2017، تمت ترقية «دسباسيتو» التي تضم Daddy Yankee وLuis Fonsi وتأليف Erika Ender وإطلاق سراحهما. وصل الفيديو الموسيقي إلى 4 مليارات مشاهدة، وأصبحت الأغنية رقم 1 في كل لوحة إعلانات لاتينية تقريبًا.

## فيلموغرافيا

### ممثلة
وقد أدى تنوعها إلى أداء مختلف العروض في السينما والتلفزيون.
السينما: الجد (2011)، إخراج جوزيف مدينا، وإنتاج إدغاردو فرانكو، المعروف باسم «الجنرال». إنها قصة جد وحفيده، الذي يحمل علاقة وثيقة من الاحترام والمودة. لسوء الحظ، كل شيء يتغير عندما يعاني الجدي من حادث سيارة ويجب أن يدخل إلى دار لرعاية المسنين.
التجارة الدولية: ميامي هيرالد، فلوريدا اليانصيب، MCI (جنبا إلى جنب مع ماريا سيليست أراراس) و AmericaTel جنبا إلى جنب مع دون فرانسيسكو.
المسرح الموسيقي: الراوي خوسيه El Soñador ، من إخراج بروس كوين الشهير.

### منتج مشارك للبرامج
- لا كوردا
- Vital (Fox World، Channel 8، Miami، USA)

## جوائز
- اللوحة اللاتينية
- SESAC-Song of The Year (2010)
- ASCAP
- جوائز جرامي اللاتينية
- مراقبة لاتيني
- حفل توزيع جوائز مشاهير كتاب الأغاني اللاتينية في لا موسا

## الترشيحات
- اللوحات اللاتينية
- بريميوس أوي!
- ARPA

وقد تم ترشيح العديد من أغاني الفردي، التي كتبها إيريكا، لجوائز جرامي وجوائز غرامي اللاتينية.

## وصلات خارجية
- إريكا إندر على موقع IMDb (الإنجليزية)
- إريكا إندر على موقع ميوزك برينز (الإنجليزية)
- إريكا إندر على موقع أول ميوزيك (الإنجليزية)
- إريكا إندر على موقع ديسكوغز (الإنجليزية)